# Melanaspis odontoglossi
Melanaspis odontoglossi är en insektsart som först beskrevs av Cockerell 1893.  Melanaspis odontoglossi ingår i släktet Melanaspis och familjen pansarsköldlöss. Inga underarter finns listade i Catalogue of Life.